# Новопокровка (Сватівський район)
Новопокро́вка — село в Україні, у Лозно-Олександрівській селищній громаді Сватівського району Луганської області. Населення становить 11 осіб. Орган місцевого самоврядування — Мирненська сільська рада. Площа селища 78,1 га.

## Населення
Населення становить 4 особи, 3 двора.

## Вулиці
У селі існує одна вулиця — Лісова.

## Транспорт
Село розташоване за 35 км від районного центру і за 10 км від залізничної станції Солідарний на лінії Валуйки — Кіндрашівська-Нова. З районним центром і зі станцією пов'язане автошляхами.